# 费赞
费赞（阿拉伯语：‎ Fizzān，柏柏尔语：Fezzan），又譯菲贊，是北非的一个历史地区，属于撒哈拉沙漠的一部分，位于今利比亚西南部。 
费赞地区气候极端，冬冷夏热。降水稀少且极不规律，北部比南部通常要多一些。人口约20万，主要生活在中部和南部的绿洲中。主要城市迈尔祖格和拾哈，居民主要为阿拉伯人，间有柏柏尔人和非洲黑人。该地区以盛产椰枣而闻名。石油资源丰富。
希腊历史学家希罗多德提到该地区原为加拉曼特人的居住地。公元前19年，该地区被罗马帝国占领。666年被阿拉伯人征服。1842年并入奥斯曼帝国版图。1912年同的黎波里塔尼亚和昔兰尼加一起成为意大利殖民地。1951年利比亚王国独立，为利比亚一个省，1963年撤销。